# Dampfkraftwerk Kaunitzgasse
Das Dampfkraftwerk Kaunitzgasse im 6. Wiener Gemeindebezirk Mariahilf war ein privat geführtes Elektrizitätswerk.

## Geschichte
Das Dampfkraftwerk Kaunitzgasse stand im Besitz der Wiener Elektrizitätsgesellschaft W. E. G., einer von Fabrikanten und anderen Interessenten gegründeten Aktiengesellschaft, nachdem sich 1887 Richard Engländer und die beiden Fabrikanten Karl Leistler und Johann Kremenitzky um die Konzession für die Errichtung einer elektrischen Zentralstation beworben hatten.
Am 1. Jänner 1890 wurde die Stromproduktion in einer ehemaligen Parkettfabrik aufgenommen. Neben dem Kraftwerk selbst wurde zunächst nur das Theater an der Wien beliefert. Erst ab dem 1. Mai des gleichen Jahres wurden dann auch weitere Abonnenten mit Lichtstrom versorgt.
Ursprünglich verfügte das Dampfkraftwerk in der Kaunitzgasse nur über eine Dampfmaschine mit einer Leistung von 60 PS (entspricht 44 kW) und zwei Generatoren zur Erzeugung von 2 × 110 Volt Gleichstrom. Im Jahr 1910 wurde mit sieben Dampfmaschinen mit 2650 PS (entspricht 1,95 MW) die maximale Leistungsfähigkeit des Kraftwerks erreicht. 1895 wurde im Nachbarhaus Kaunitzgasse 6 ein Akkumulator mit einer Kapazität von 2045 Amperestunden zur Deckung der Spitzenlast aufgestellt.
Am 19. April 1907 wurde in einer außergewöhnlichen Generalversammlung ein zwischen der Gemeinde Wien – Städtisches Elektrizitätswerk und der Wiener Elektrizitätsgesellschaft geschlossenes Übereinkommen, das die Einlösung und Übernahme der Anlagen und Liegenschaften durch die Stadt Wien betraf, genehmigt. Weiters wurde die Auflösung und Liquidation der Wiener Elektrizitätsgesellschaft beschlossen. Die Übergabe des Werks an die Gemeinde Wien erfolgte am 1. Mai 1907. Zu diesem Zeitpunkt wurden über ein rund 53 Kilometer langes Leitungsnetz etwa 4.500 Abnehmer in den Bezirken Mariahilf und Neubau sowie Teilen der Inneren Stadt, der Wieden und von Margareten mit elektrischer Energie versorgt.

## Heutige Nutzung
Wegen technischer Überalterung wurde das im Wohngebiet gelegene Dampfkraftwerk Kaunitzgasse stillgelegt und in ein Umspannwerk der Wien Energie Stromnetz umgebaut. Ein Teil des Umspannwerkes Kaunitzgasse steht unter Denkmalschutz (Listeneintrag). Die elektrische Anlage besteht, mit Stand 2010, aus drei Leistungstransformatoren zu je 40 MVA, welche die Spannung auf Verteilnetzebene von 110 kV auf in Summe 37 Stränge des Mittelspannungsnetzes mit 10 kV transformieren und so die Versorgung der in der Umgebung gelegenen Stadtgebiete gewährleistet. Aufgrund des Alters der teilweise aus der Mitte des 20. Jahrhunderts stammenden Hochspannungskabeln beträgt die Mittelspannung in dieser Region nur 10 kV, statt der sonst üblichen 20 kV. Wegen der räumlich engen Verhältnisse ist die Anlage in Form einer gasisolierten Schaltanlage in vollständig gekapselter Bauweise ausgeführt.